# Monaco au Concours Eurovision de la chanson 1970
Monaco a participé au Concours Eurovision de la chanson 1970 le 21 mars à Amsterdam. C'est la 12e participation monégasque au Concours Eurovision de la chanson.
Le pays est représenté par la chanteuse Dominique Dussault et la chanson Marlène, sélectionnés en interne par Télé Monte-Carlo.

## Sélection
Le radiodiffuseur monégasque, Télé Monte-Carlo (TMC), choisit l'artiste et la chanson en interne pour représenter Monaco au Concours Eurovision de la chanson 1970.
Lors de cette sélection, c'est la chanson Marlène, écrite par Henri Djian, composée par Eddie Barclay et Jimmy Walter et interprétée par la chanteuse française Dominique Dussault, qui fut choisie, avec Jimmy Walter comme chef d'orchestre.
| Ordre | Artiste            | Chanson | Langue   |
| ----- | ------------------ | ------- | -------- |
| 1     | Dominique Dussault | Marlène | Français |

## À l'Eurovision
Chaque pays a un jury de dix personnes. Chaque juré attribue un point à sa chanson préférée.

### Points attribués par Monaco
| 4 points | Royaume-Uni |
| 3 points | Espagne     |
| 2 points | France      |
| 1 point  | Allemagne   |

### Points attribués à Monaco
| 10 points | 9 points | 8 points | 7 points | 6 points                      |
| --------- | -------- | -------- | -------- | ----------------------------- |
|           |          |          |          |                               |
| 5 points  | 4 points | 3 points | 2 points | 1 point                       |
|           |          |          | - France | - Belgique - Espagne - Suisse |

Dominique Dussault interprète Marlène en 10e position, suivant l'Espagne et précédant l'Allemagne.
Au terme du vote final, Monaco termine 8e — à égalité avec la Belgique et l'Italie — sur les 12 pays participants, ayant reçu 5 points au total de la part de quatre pays différents,.